# Тураево (Татарстан)
Тура́ево (тат. Турай) — село в Менделеевском районе Республики Татарстан, административный центр Тураевского сельского поселения.

## География
Село расположено в 1,5 км от Нижнекамского водохранилища, в 17 км к северо-востоку от города Менделеевск.

## История
Близ села обнаружен Тураевский курганный могильник, относящийся к концу 4 или началу 5 веков.
Село известно с 1664 года. В XVII — первой половине XIX веков в сословном отношении жители делились на башкир-вотчинников и тептярей. Занимались земледелием, разведением скота. 
В «Списке населенных мест по сведениям 1859—1873 годов», изданном в 1876 году, населённый пункт упомянут как казённая деревня Тураево 2-го стана Елабужского уезда Вятской губернии. Располагалось при речке Чумане, по правую сторону Елабужско-Малмыжского почтового тракта, в 38 верстах от уездного города Елабуги и в 20 верстах от становой квартиры в казённом селе Алнаши (Троицкое). В деревне, в 145 дворах жили 843 человека (453 мужчины и 390 женщин), была мечеть.
В начале XX века в селе функционировали мечеть, мектеб, с 1913 года — земская школа. В этот период земельный надел сельской общины составлял 2687 десятин. 
До 1920 года село входило в Салаушскую волость Елабужского уезда Вятской губернии. С 1920 года в составе Мензелинского, с 1921 года — Елабужского, с 1928 года — Челнинского кантонов ТАССР. С 10 августа 1930 года в Бондюжском, с 20 января 1931 года в Елабужском, с 10 февраля 1935 года в Бондюжском, с 1 февраля 1963 года в Елабужском, с 15 августа 1985 года в Менделеевском районах.

## Население
| 1841 | 1859 | 1887 | 1905 | 1920 | 1926 | 1938 | 1949 | 1958 | 1970 | 1979 | 1989 | 2002 | 2008 | 2010 | 2017 |
| ---- | ---- | ---- | ---- | ---- | ---- | ---- | ---- | ---- | ---- | ---- | ---- | ---- | ---- | ---- | ---- |
| 459  | 843  | 1227 | 1445 | 1655 | 1576 | 1186 | 757  | 743  | 675  | 607  | 550  | 518  | 474  | 434  | 445  |

Национальный состав села: татары (90%), русские (10%). 

## Экономика
Основное занятие населения – полеводство, молочное скотоводство. В селе расположен кирпичный завод.

## Социальные объекты и достопримечательности
В селе имеется средняя школа, дом культуры, библиотека.

## Религиозные объекты
Мечеть.

## Известные уроженцы
И.М.Валеев (р. 1944) – физик, доктор технических наук, профессор, заслуженный деятель науки и техники ТАССР;
Р.С.Газизов (1894–1981) – языковед, автор учебных пособий для школ, участник Гражданской и Великой Отечественной войн;
Ф.Х.Зиннатуллин (р. 1959) – контр-адмирал, заместитель командующего Тихоокеанским флотом (до 2011 г.);
С.Г.Исмагилова (1932–2020) – кандидат педагогических наук, отличник народного просвещения РСФСР, заслуженный учитель школы ТАССР;
М.Х.Макашев (1913–1980) – электротехник, лауреат Государственной премии СССР, участник Великой Отечественной войны;
Р.Х.Макашева (1917–2002) – генетик растений, селекционер, доктор сельскохозяйственных наук, кавалер ордена Трудового Красного Знамени;

М.Н.Фаттахов (р. 1937) – заслуженный артист РТ, лауреат премии им. С.Амутбаева.
1. 1 2 3 4  Татарская энциклопедия: В 6 т. / Гл. ред. М.Х. Хасанов, отв. ред. Г. С. Сабирзянов. — Казань: Институт Татарской энциклопедии АН РТ, 2010. — Т. 5. — 736 с. Архивировано 11 февраля 2020 года.
2. 1 2 3 4  {{cite web 2|url= https://tatarica.org/ru/razdely/municipalnye-obrazovaniya/municipalnye-rajony/mendeleevskij-rajon-1/turaevo Архивная копия от 27 августа 2023 на Wayback Machine |
3. ↑  Список населенных мест по сведениям 1859—1873 годов, 1876, с. 190.
4. ↑  душ мужского пола
5. 1 2  Тураево. tatarica.org. Дата обращения: 27 августа 2023. Архивировано 27 августа 2023 года.